# Tu Youyou
Tu Youyou (chiń. 屠呦呦; pinyin Tú Yōuyōu; ur. 30 grudnia 1930 w Ningbo) – chińska naukowiec, specjalistka w zakresie chemii farmaceutycznej, profesor Akademii Chińskiej Medycyny Tradycyjnej. Jej najbardziej znanymi osiągnięciami są artemizyna i dihydroartemizyna, dwa leki przeciwko malarii, zakaźnej chorobie pasożytniczej, na którą co roku umiera od 584 do 855 tysięcy osób na całym świecie.
Za swoje odkrycia w 2011 została uhonorowana Nagrodą Laskera, a w 2015 Nagrodą Nobla w dziedzinie medycyny (wspólnie z Satoshim Ōmurą i Williamem Campbellem). Tu jest pierwszą obywatelką Chin, która otrzymała obie nagrody za badania prowadzone w Chinach, a nie w instytucjach zagranicznych.

## Życiorys
W latach 1951–1955 studiowała na Wydziale Farmaceutycznym Akademii Medycznej w Pekinie (Beijing Medical University; obecnie Peking University Health Science Center), a następnie podjęła pracę w Akademii Chińskiej Medycyny Tradycyjnej. W okresie wojny wietnamskiej brała udział w tajnym Projekcie 523 mającym za zadanie zmniejszenie śmiertelności wśród zakażonych malarią. Była kierowniczką grupy badawczej w swoim rodzimym Institute of Materia Medica. W ramach projektu była wysłana na chińską wyspę Hajnan, gdzie miała obserwować przebieg choroby u zakażonych. W swoich badaniach Tu Youyou skupiła się na analizie tradycyjnej medycyny chińskiej. W 1971 jej zespół otrzymał wyciąg z bylicy rocznej (Artemisia annua L.), a w 1972 odkrył w nim artemeter, organiczny związek chemiczny, który znalazł zastosowanie w leczeniu malarii.
W 2015 otrzymała Nagrodę Nobla w dziedzinie fizjologii lub medycyny za swoje odkrycia dotyczące terapii malarii.